# Beatrix Bouvier
Beatrix Bouvier, Ehename Beatrix Wrede-Bouvier (* 2. Dezember 1944 in Teterow), ist eine deutsche Historikerin.

## Leben
Beatrix Bouvier wurde in Mecklenburg geboren und verbrachte ihre Kindheit in Frankfurt am Main. Nach dem Abitur studierte sie Geschichte und Politikwissenschaft an der Johann Wolfgang Goethe-Universität in ihrer Heimatstadt. Mit der Schrift Die Deutsche Freiheitspartei (DFP). Ein Beitrag zur Geschichte der Opposition gegen den Nationalsozialismus promovierte sie 1969 in Frankfurt zum Doktor der Philosophie. Nach mehrjähriger Tätigkeit im Bundesarchiv in Koblenz war sie als wissenschaftliche Mitarbeiterin am „Institut für Sozialgeschichte Braunschweig-Bonn“ in Bonn tätig.
1993 habilitierte sie sich im Fachbereich Neuere und Neueste Geschichte an der TU Darmstadt und wurde Redaktionsmitglied in der Zeitschrift Archiv für Sozialgeschichte. Seit 1994 ist Beatrix Bouvier Mitglied des „Deutsch-Französischen Komitees für die Erforschung der deutschen und französischen Geschichte des 19. und 20. Jahrhunderts“. Von 1996 bis 1998 war sie Vorsitzende und anschließend bis 2000 Generalsekretärin des Komitees. Im Jahr 1998 wurde sie zur außerplanmäßigen Professorin an der TU Darmstadt ernannt.
Von 2003 bis 2009 war Bouvier Leiterin des Museums und der Forschungsstelle Karl-Marx-Haus in Trier. Dort wurde sie am 18. Februar 2010 mit einem Symposium mit dem Thema „Neue Perspektiven auf die Geschichte der Arbeiter und Arbeiterbewegung“ verabschiedet. Sie hatte das Museum neu konzipiert, und es war ihr dadurch gelungen, die jährlichen Besucherzahlen zu verdoppeln. Nach ihrem Ausscheiden wurde die Stelle nicht neu besetzt.
Im Fachbereich Wissenschaft der Bundesstiftung zur Aufarbeitung der SED-Diktatur ist sie weiterhin tätig. Auch im Ruhestand ist Beatrix Bouvier weiterhin im Vorstand der Internationalen Marx-Engels-Stiftung aktiv. In Trier war sie Gründungsmitglied der Deutsch-Chinesischen-Gesellschaft, deren Vorstand sie weiterhin angehört.

## Forschungsschwerpunkte
Beatrix Bouvier forschte insbesondere zur Sozialgeschichte des 19. und 20. Jahrhunderts und den Deutsch-französischen Beziehungen. Weitere Schwerpunkte sind Forschungen zur Geschichte der Bundesrepublik und der DDR und zur Geschichte der deutschen Arbeiterbewegung.

## Werke (Auswahl)

### Als Autorin
- Französische Revolution und deutsche Arbeiterbewegung, Verlag Neue Gesellschaft, Bonn 1982, ISBN 3-87831-364-0 (Habilitationsschrift).
- Zwischen Godesberg und Großer Koalition, Verlag J.H.W. Dietz Nachf. Bonn 1990, ISBN 3-8012-4015-0.
- Ausgeschaltet!, Verlag J.H.W. Dietz Nachf. Bonn 1996, ISBN 3-8012-4075-4.
- Die DDR – ein Sozialstaat?, Verlag J.H.W. Dietz Nachf. Bonn 2002, ISBN 3-8012-4129-7.

### Als (Mit)herausgeberin
- mit Horst Peter Schulz: „...die SPD aber aufgehört hat zu existieren“, Verlag J.H.W. Dietz Nachf., Bonn 1991, ISBN 3-8012-0162-7.
- Neueröffnung des Karl-Marx-Hauses Trier: 9. Juni 2005, Studienzentrum Karl-Marx-Haus der Friedrich-Ebert-Stiftung, Trier 2005, ISBN 3-89892-424-6.
- Zur Sozial- und Kulturgeschichte des Fußballs, Studienzentrum Karl-Marx-Haus der Friedrich-Ebert-Stiftung, Trier 2006, ISBN 978-3-89892-572-3.
- mit Michael Schneider: Geschichtspolitik und demokratische Kultur: Bilanz und Perspektiven, Verlag J.H.W. Dietz Nachf., Bonn 2008, ISBN 978-3-8012-4183-4.
- Was bleibt? Karl Marx heute, Studienzentrum Karl-Marx-Haus der Friedrich-Ebert-Stiftung, Trier 2009, ISBN 978-3-86827-063-1.
- mit Mario Bungert: Karl Marx (1818–1883). Leben – Werk – Wirkung bis zur Gegenwart. Ausstellung im Geburtshaus in Trier, Studienzentrum Karl-Marx-Haus der Friedrich-Ebert-Stiftung, 3. Auflage, Trier 2013, ISBN 978-3-86498-607-9.
- mit Rainer Auts: Karl Marx 1818–1883. Leben. Werk. Zeit. Große Landesausstellung 2018 in Trier. Theiss Verlag in der WBG, Darmstadt 2018, ISBN 978-3-8062-3702-3.